# Cosmarium pygmaeum
Cosmarium pygmaeum  là một loài Song tinh tảo trong họ Desmidiaceae, thuộc chi Cosmarium.